# Arotes nigricoxis
Arotes nigricoxis là một loài tò vò trong họ Ichneumonidae.